# Casa de João Pinheiro da Silva
A Casa de João Pinheiro da Silva é uma importante residência da cidade do Serro, no estado de Minas Gerais. É um casarão colonial com janelas envidraçadas e amplos salões, abrigando atualmente diversas repartições públicas. A residência foi restaurada, mas manteve a fachada original, com dois pavimentos. 
Foi edificada presumivelmente em meados do século XIX, em taipa de sebe e madeira, sobre uma base de pedra. Ali nasceu o ex-presidente de Minas Gerais, João Pinheiro da Silva, célebre político da Primeira República. 
Em sobrado contíguo, hoje anexado, antiga propriedade de dona Firmiana Araújo e, depois, de seu genro Simão da Cunha Pereira, funcionaram também as oficinas da Tipografia Serrana, de Nhô Costa, onde foram editados vários jornais do Serro na primeira metade do século XX.

## Patrimônio histórico
Faz parte do Conjunto Arquitetônico e Urbanístico do Serro, tombado em 1938 pelo IPHAN. Devido ao valor histórico, a edificação foi também incluída no Atlas dos Monumentos Históricos e Artísticos de Minas Gerais, publicado pelo Governo do Estado em parceria com a Fundação João Pinheiro, e foi arrolada entre os atrativos turísticos da Estrada Real de Minas Gerais. Em 2019, foi incluída no inventário de bens culturais do município, considerando sua relevância histórica e cultural.